# Commando parachutiste de l'air no 20
Le commando parachutiste de l'air no 20 (CPA 20) est une unité de fusiliers commandos de la Brigade des forces spéciales air de l'Armée de l'air. Il dépend de la base aérienne 115 Orange-Caritat. Une de ses missions premières était la MASA (mesure active de sûreté aérienne) c'est-à-dire la défense aérienne à bord d'un hélicoptère.

## Origines des commandos parachutistes
Historique 

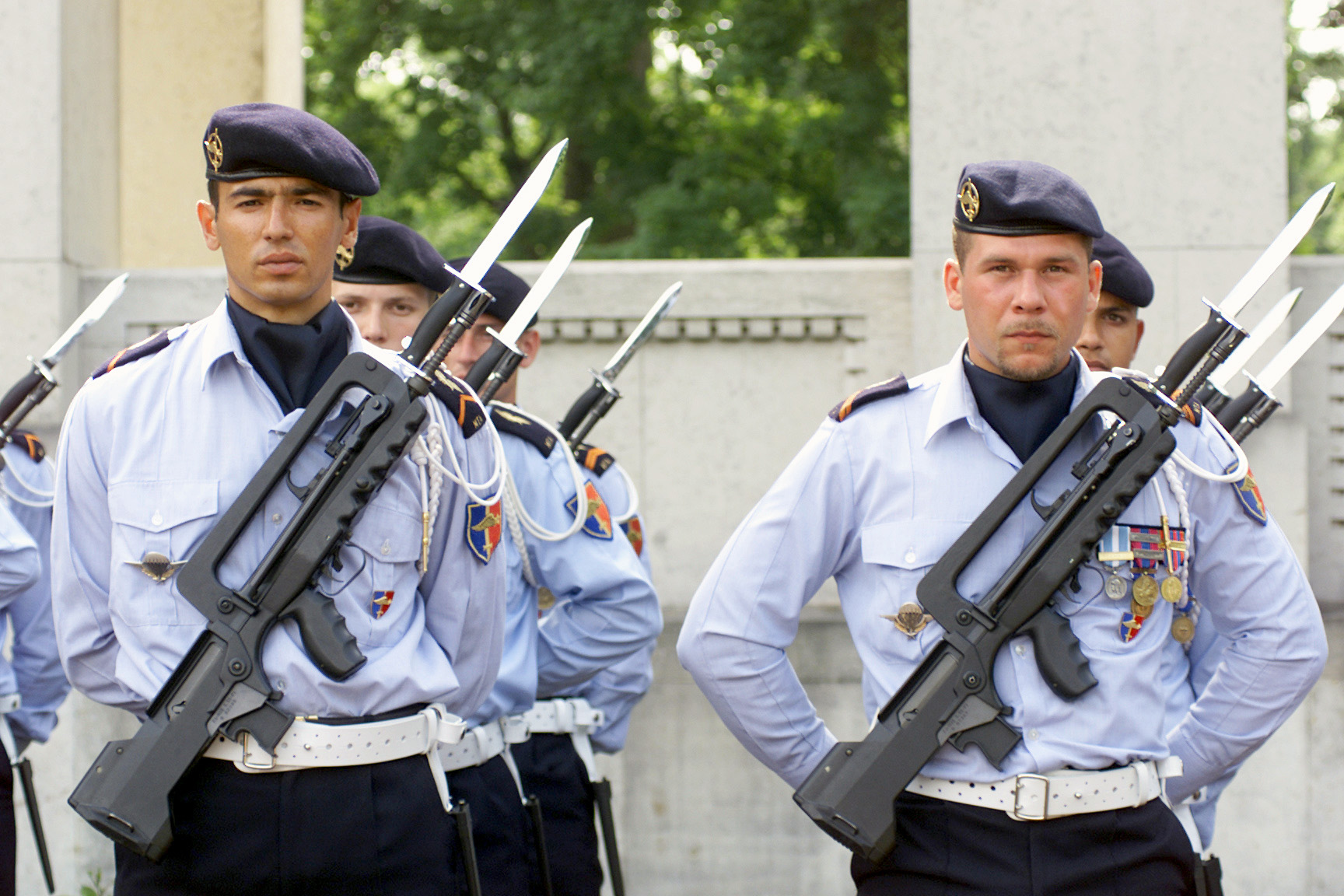
Commando parachutiste no 20 de la brigade des forces spéciales air lors d'une prise d'armes.

L'origine de l'EPH remonte aux compagnies de protection et d'honneur. Le 1er juillet 1946, une compagnie d'honneur de l'air 66 est créée au Bourget pour représenter en région parisienne, les troupes de l'air aux prises d'armes, défilés et réception de hautes personnalités. Son effectif théorique est de 30 officiers, 22 sous-officiers et 105 hommes de troupe. Elle avait un insigne non homologué, fabriqué par Courtois, représentant une tête de lion et un domino ailé, vraisemblablement en hommage au chef de la 2e RA, le général Domino. Le double 6 du domino est le numéro de la compagnie.
Le 1er novembre 1962, la compagnie d'honneur devient compagnie de protection et d'honneur CPH 30/352, chargée en plus de la mission de protection de la BA 104 du Bourget et éventuellement de la protection rapprochée des avions de transport des hautes personnalités. Elle est composée de 6 détachements au Bourget, à Creil, Orléans, Châteaudun, Saint-Cyr-l'École et Villacoublay. Un nouvel insigne est fabriqué par Arthus-Bertrand portant les ailes de l'armée de l'air et le sigle CPH sur un écu aux couleurs bleu et rouge de la ville de Paris.
La CPH 30.352 est dissoute le 31 janvier 1966 et le lendemain un escadron de protection et d'honneur EPH 31.352 lui succède au Bourget et à Villacoublay un EPH 30.352 est créé. L'EPH 31.352 va faire réaliser par Drago un insigne qui représente l'emblème des fusiliers de l'air, le poignard et l'aile, sur un écu aux couleurs de Paris. Cet insigne est homologué A.948 le 10 août 1966.
Les deux EPH seront regroupées à Saint-Cyr-l'École en 1970 pour former l'escadron de protection et d'honneur 31.352                       
En 1976, il renoue avec les opérations extérieures en renforçant la protection de la base aérienne de Djibouti qui traverse une grave crise intérieure.
Au gré des restructurations, il change de nom : escadron des fusiliers commandos de l’air en 1978 puis commando de l’air n°20 en 1993. Parallèlement, ses missions évoluent en intégrant l’évaluation de la protection des bases aériennes puis la participation aux mesures actives de sûreté aérienne (1995) et enfin la recherche et le sauvetage au combat (1996). Sa participation aux opérations extérieures s’intensifie.
Depuis 1999, l’unité a pris le nom de commando parachutiste de l'air n°20 et s’est professionnalisée en totalité.

### Les parachutistes de la France libre
François Coulet, est un diplomate qui quitta son poste à Helsinki pour rejoindre la France libre, au Caire en juillet 1940. En octobre 1942, il prend le commandement de l’Infanterie française de l’air basée à Camberley, en Angleterre. Son entraînement au brevet à l'école de parachutisme de la brigade parachutiste polonaise du général Stanisław Sosabowski à Largo en Écosse, lui inspira le dessin de l'aigle Sicut aquila fondant sur sa proie.

### L'Algérie et les commando parachutistes de l'air
Sous l'impulsion du général Alain de Maricourt commandant l'armée de l’air en Algérie, le Groupement des commandos parachutistes de l'air 00/541 est créé en 1956, afin de compléter au sol l’action des moyens aériens. Dans un juste retour des choses, c'est le lieutenant-colonel François Coulet, fondateur des commando parachutistes de la France libre qui en prend le commandement, jusqu'en 1960, il en définira la culture, les insignes, l'entraînement et les missions.

### La dissolution
Au moment du putsch d'Alger du 22 avril 1961, le groupement des commandos parachutistes de l'air 00/541, commandé par le lieutenant-colonel Emery, sous les ordres du général Bigot commandant de la région aérienne d’Alger, rejoint le putsch, et se rallie au général Challe. Les unités des Commandos parachutistes de l'air seront démantelées en 1961 et leur officier supérieur le lieutenant-colonel Emery condamné à trois ans de prison.

### Les transformations de l'Armée de l'air
En 1962, le CPA 20 est responsable de la protection des emprises de l'Armée de l'air ainsi que des honneurs aux plus hautes autorités de l'État. Il prend alors l’appellation de Compagnie de protection et d'honneur, puis Escadron de protection et d'honneur en 1966.
En 1976 il renoue avec les opérations extérieures en renforçant la protection de la base aérienne 188 Djibouti qui traverse une grave crise.
Au gré des restructurations, l'unité est renommée :
- Compagnie de protection et d'honneur en 1962
- Escadron de protection et d'honneur en 1966
- Escadron des fusiliers commandos de l'air en 1978
- Commando de l'air no 20 en 1993. L'unité devient entièrement professionnelle en 1998.
- Commando parachutiste de l'air no 20 en 1999

Parallèlement, ses missions évoluent en intégrant l'évaluation de la protection des bases aériennes puis la participation aux mesures actives de sûreté aérienne (MASA) 1995 et enfin la recherche et sauvetage au combat (RESCo) en 1996. Sa participation aux opérations extérieures s'intensifie.

## Missions
Le CPA 20 est une unité d'intervention de l'armée de l'air, composée de 400 aviateurs répartis en deux compagnies : Bretagne (force protection) et Normandie (force protection) ainsi qu'une section de réservistes (force protection et instructeur). Les capacités des deux compagnies sont : la fouille opérationnelle et la PATEX (patrouille extérieure). De plus, deux groupes spécialisés sont qualifiés chuteurs opérationnels. Après avoir passé 10 ans en Afghanistan tout en continuant d’être présent en Afrique aujourd'hui[Quand ?], des éléments des trois compagnies sont actuellement[Quand ?] au Mali, Tchad, Niger et en Centrafrique.
Une nouvelle mission, celle des patrouilles motorisées, empruntée aux procédures des RAF Regiments de la Royal Air Force britannique, a été mise en place pour la première fois lors du conflit au Mali. Ces patrouilles visent à garantir une protection extérieure complète et cohérente d'une base aérienne déployée, en contrôlant le terrain dans un rayon d'une trentaine de kilomètres environ. Lors de ces missions, la recherche d'armes ou d'explosifs est essentielle. Cela permet aussi d'entrer en contact avec la population et de collecter du renseignement.
Après 10 ans de présence en Afghanistan, les groupes spécialisés du CPA 20 ont été engagés au Mali dès le début du conflit, ils ont participé activement à la reconquête du territoire jusque dans le nord du pays.
Spécialisé aussi dans le guidage de frappes aériennes de nos jours[Quand ?].

## Liste des commandos de l'armée de l'air
- Commando parachutiste de l'air n° 10
- Commando parachutiste de l'air n° 30

## Insignes
Les fusiliers-commandos (FUSCO) sont coiffés d'un béret bleu foncé avec pour insigne une aile, une étoile et une dague, l'ensemble surbrochant une couronne. Ils peuvent se faire recourber l'extrémité de l'aile après leur premier saut en parachute, de même pour la dague après une marche de plusieurs dizaines de kilomètres : « L'étoile te guidera, l'aile te portera, le glaive te vengera, à travers le monde. ».
L'insigne de poitrine (ou « pucelle ») des fusiliers commandos de l'air est le Sicut Aquila (l'aigle fondant sur sa proie), en souvenir de l'insigne de la brigade parachutiste polonaise libre du général Stanisław Sosabowski en Écosse.

## La marche
En 1958, le lieutenant colonel François Coulet désire renforcer l'image du GCPA. Il souhaite voir défiler son unité au son d'une marche militaire ayant un caractère particulier. Elle doit être de cadence lente et le thème en sera le « pas de manœuvre de l'Empereur ». Le capitaine Liesenfielt, chef de la musique de la 5e région aérienne compose la marche Commandos du Ciel destinée aux commandos parachutistes de l'air. Elle est d'un mouvement de métronome assez lent, de 84 à 88 pas à la minute. Elle est accompagnée par le chant des marais.

## Témoignages de reconnaissance
- Fourragère aux couleurs de la croix de la Valeur militaire : le 19 septembre 2013 sur la BA 120 de Cazaux, le CPA 20 reçoit cette distinction à la suite de deux citations obtenues en Afghanistan[2].